# Ender’s Game – Das große Spiel
Ender’s Game – Das große Spiel (Originaltitel: Ender’s Game) ist ein Science-Fiction-Film, basierend auf dem Roman Das große Spiel von Orson Scott Card. Regie führte Gavin Hood, die Hauptrollen spielen Asa Butterfield, Viola Davis, Harrison Ford, Ben Kingsley, Abigail Breslin und Hailee Steinfeld.
Der Film spielt in der Zukunft: 50 Jahre nach einem verheerenden Angriff von Außerirdischen, der Millionen Tote forderte, wird der hochbegabte Junge Ender Wiggin auf eine Militärschule geschickt, um dort das strategische Kriegshandwerk zu erlernen. Die Menschheit plant einen Gegenschlag auf die Alien-Welt und Enders Fähigkeiten sollen den Sieg sichern.
Ender’s Game wurde von Charoff Productions und Radiant Productions im Auftrag der Summit Filmstudios produziert. Den deutschen Verleih übernahm Constantin Film. Der Filmstart in Deutschland erfolgte am 24. Oktober 2013, im Vereinigten Königreich und Irland am 25. Oktober. In den USA, Kanada und Indien kam der Film am 1. November 2013 in die Kinos. Ursprünglich war der US-Filmstart im März 2013 vorgesehen, doch das Studio Summit verlegte diesen auf Grund der Erfahrungen mit der Twilight-Reihe auf das letzte Quartal 2013.

## Handlung
Die Formics, mehr als menschengroße, ameisenhafte Außerirdische, haben etwa 50 Jahre vor Einsetzen der Handlung die Erde angegriffen und Millionen Menschen getötet. Die Angreifer konnten nur dank des taktischen Geschicks des Kampffliegers Mazer Rackham besiegt werden, der während der Entscheidungsschlacht in einem Kamikaze-Angriff das feindliche Mutterschiff zerstörte. Daraufhin brach der Angriff zusammen. Da es nicht gelingt mit den Formics zu kommunizieren, bleiben deren Absichten und Lebensweise der Menschheit unbekannt. Die Erde lebt daher in permanenter Angst vor einem neuen Angriff. Um auf diesen besser vorbereitet zu sein, sucht die Menschheit seither unter jungen Menschen die größten taktischen Talente heraus, um sie zu Strategen auszubilden. Kinder und Jugendliche sind für diese Aufgabe geeigneter als Erwachsene, da sie eher zu überraschenden und unkonventionellen Taktiken greifen.
Colonel Hyrum Graff – Angehöriger der „Internationalen Flotte“ (IF) – sucht rund 50 Jahre nach dem Angriff einen Nachfolger für Mazer. Andrew „Ender“ Wiggin, ein ebenso schüchterner wie strategisch herausragend begabter Junge, könnte in seinen Augen der nächste Anführer der Menschen im Kampf gegen die Formics sein. Während seine Schwester Valentine als zu empfindsam aus dem Programm genommen worden ist, galt sein älterer Bruder Peter als zu brutal. Ender scheint dagegen besser geeignet zu sein und reist zusammen mit anderen jungen Kadetten zur Militärschule in der Erdumlaufbahn.
Dort meistert Ender in Kampfsimulationen und im Psychospiel „Mind Game“ knifflige strategische Aufgaben, indem er sich eigenwillig entscheidet, was ihm nicht nur die Beachtung seiner Lehrer, sondern auch Respekt und teilweise Neid der übrigen Kadetten einbringt. Aufgrund seiner Leistungen bekommt Ender schließlich das Kommando über eine neu zusammengestellte Gruppe von Querköpfen, mit denen er in einer Simulation zwei andere Gruppen gleichzeitig schlägt. Unter der Dusche lauert ihm daraufhin Bonzo, der Kommandant einer der unterlegenen Gruppen, auf. Im Kampf prallt Bonzo mit dem Hinterkopf gegen eine Kante und wird schwer verletzt zur Erde zurückgeschickt. Ender wird danach von Gewissensbissen geplagt und beschließt, die Akademie zu verlassen und ebenfalls auf die Erde zurückzukehren. Seiner Schwester gelingt es dort jedoch, Ender davon zu überzeugen, seine Ausbildung fortzusetzen.
Graff und Ender fliegen zu einem Planeten, auf dem die Menschen 27 Jahre zuvor einen Außenposten der Formics erobert und zur Kommandoschule umfunktioniert haben. Dort trifft Ender überraschend Rackham als neuen Ausbilder, der sich damals kurz vor dem Aufprall seiner Maschine mit dem Schleudersitz herauskatapultierte. In geheimen Aufzeichnungen der entscheidenden Schlacht erkennt Ender heute, wie damals Rackham, Formationsmuster des Feindes, die auf die Existenz einer Königin hindeuten. Deren Tod ließ die gesamte Formic-Flotte abrupt zusammenbrechen. Ihm werden auch neue Aufklärungsergebnisse gezeigt, wonach der Feind eine große Anzahl neuer Schiffe baut. Zur Entspannung spielt Ender wieder „Mind Game“. Je tiefer er in dessen Level vordringt, umso fremdartiger und scheinbar unlogischer reagieren die dortigen Spielerfiguren. Ender kommt auch hier weiter als jeder andere und erkennt langsam eine ihm fremde Logik hinter den eigenartig reagierenden Spielerfiguren, die ihn zu einer Felsformation leiten wollen.
In den Simulationen befehligt Ender sechs Unterführer, die jeweils einen Teil der menschlichen Flotte kommandieren. Er und sein Team werden mit zunehmend schwierigeren, teils aussichtslos erscheinenden Simulationen konfrontiert. Als die Gruppe in einer besonders schwierigen Simulation doch einmal unterliegt, wird Ender für den folgenden Tag seine von Rackham konzipierte Abschlussprüfung angekündigt. Wenn er diese bestehe, könne er reale Schlachten schlagen. Die Simulation spielt sich am Heimatplaneten der Formics ab. Unter Opferung großer Teile seiner Flotte gelingt es Ender im letzten Moment, eine Massenvernichtungswaffe gegen den Planeten zum Einsatz zu bringen. In der Folge zerfallen sämtliche  biologischen Strukturen auf dem Planeten, und die Simulation bricht ab.
Während Enders Team jubelt, bleibt das der Simulation beiwohnende Flottenoberkommando zunächst überraschend stumm, dann werden aktuelle Bilder vom sterbenden Heimatplaneten der Formics im Simulationsraum gezeigt. Graff gratuliert Ender zur brillanten Aktion und dem endgültigen Sieg – erst langsam begreift Ender: Die Schlacht war dieses Mal keine Simulation, sondern real. Ender ist außer sich, weil er getäuscht und belogen wurde. Er hat unbewusst eine ganze Spezies ausgelöscht und die Besatzungen seiner Raumschiffe in den Tod geschickt, ohne vorher friedliche Optionen nutzen zu können. Diese waren kein Bestandteil der Aufgabenstellung. Im Wissen um einen realen Angriff hätte Ender wohl inzwischen gewonnene Erkenntnisse berücksichtigt und eine friedliche Alternative bevorzugt. Die Formics schienen keine Kolonie mehr auf der Erde gründen zu wollen, ihr gesamter Flottenaufbau diente auch mehr dem Schutz vor den Menschen und zur Wassergewinnung aus Kometen für ihren austrocknenden Planeten, was auch ihr Interesse auf die Erde mit ihren großen Wasserreserven gelenkt hatte. Als Ender das begreift, beginnt er seine Schuld zu erahnen und wird zwangsweise betäubt.
Ender wird in einem Traum nun endlich klar, dass die Formics bereits im „Mind Game“ versucht hatten, mit ihm telepathisch Kontakt aufzunehmen. Aufgewacht erkennt er in einer Felsformation ein zerstörtes Bauwerk der Formics aus dem Spiel wieder, dringt in dieses ein und kommuniziert dort per Gedankenkraft mit einer sterbenden Formic-Königin. So erfährt er, dass das daneben liegende Ei eine neue Königin enthält.
Aufgrund seines Erfolgs zum Admiral befördert und mit großen Freiheiten ausgestattet, nimmt er sich ein Schiff und macht sich auf die Suche nach einem geeigneten Heimatplaneten für die neue Königin, um damit seine Schuld am Genozid an den Formics zu begleichen zu versuchen. Ob er sich diese Schuld je selbst verzeihen kann, bleibt im Film offen.

## Hintergrund

### Romanvorlage und Produktion
„Ender’s Game“-Autor Orson Scott Card hatte in den 1980er- und 1990er-Jahren mehrfach die Gelegenheit, die Filmrechte für seinen Roman zu verkaufen, doch scheiterten alle Projekte an künstlerischen Differenzen. 1996 beschloss Card anhand der Gründung von „Fresco Pictures“ – Card ist Teilhaber –, das Drehbuch selbst zu verfassen. In einem 1998 geführten Interview beschrieb Card den Prozess, seinen Roman in ein Drehbuch zu übertragen:
„Eine erste Entscheidung war, den Subplot mit Peter/Valentine mit dem Internet nicht weiter zu verfolgen. Denn da geht es nur um Leute, die etwas in Computer eintippen. Dann entschied ich, die große Überraschung vom Schluss schon zu Beginn des Films zu bringen. Im Drehbuch wissen wir, wer Mazer Rackham wirklich ist, und wir wissen auch, was auf dem Spiel steht, wenn Ender seine Spiele spielt. Aber Ender weiß es nicht. Deswegen, glaube ich, wird die Spannung noch gesteigert. Denn die Zuschauer wissen, dass es um das Überleben der Menschheit geht, und alles daran hängt, dass Ender das eben nicht weiß. Und so sorgen wir uns vielmehr darum, ob Ender gewinnt oder nicht. Und wir haben Angst, dass er vielleicht nicht gewinnen will. Während wir dabei zusehen, wie die Erwachsenen sich bemühen, die Kontrolle über Ender zu erlangen, haben wir Mitleid mit Ender aufgrund dessen, was er durchmachen muss. Aber wir wollen, dass die Erwachsenen erfolgreich sind. Ich glaube, so wird es ein wesentlich komplexerer und viel faszinierender Film als einer, in dem Geheimnisse gehütet werden.“
2003 schickte Card ein Screenplay an Warner Bros. Im selben Jahr arbeiteten David Benioff und D. B. Weiss ebenfalls an einer Drehbuch-Fassung, die Regisseur Wolfgang Petersen umsetzen sollte. Vier Jahre später verfasste Card ein völlig neues, von den Vorgänger-Versionen komplett unabhängiges Drehbuch. Im Februar 2009 gab Card bekannt, dass er für „Odd Lot Entertainment“ ein neues Drehbuch abgeschlossen habe und dass bereits ein Produktionsteam zusammengestellt würde.
2010 wurde bekannt, dass Gavin Hood zum Projekt gestoßen war, sowohl als Drehbuchschreiber als auch als Regisseur. Im Januar 2011 wurden Roberto Orci und Alex Kurtzman als Produzenten angekündigt, die das Drehbuch potentiellen Investoren vorstellen würden.
Im April 2011 übernahm Summit Entertainment zusammen mit Digital Domain den Verleih des Films. Gavin Hood wurde als Regisseur bestätigt, der zusammen mit Kameramann Donald McAlpine eine Drehbuchfassung von Gavin Hood verfilmen würde. Die kreativen Produzenten sind Roberto Orci und Alex Kurtzman von K/O Paper Products zusammen mit Gigi Pritzker und Linda McDonough von Odd Lot Entertainment, die die Finanzierung übernehmen. Weitere Produzenten von Ender’s Game sind Lynn Hendee und Robert Chartoff von Chartoff Productions sowie Autor Orson Scott Card.

### Dreharbeiten und Kinostart
Die Dreharbeiten begannen in New Orleans am 27. Februar 2012. In Deutschland startete Ender’s Game am 24. Oktober 2013, im Vereinigten Königreich und Irland einen Tag darauf; der US-Filmstart fand am 1. November 2013 statt.

### Postproduktion
Während der Postproduktion wurde mit Digital Domain die Firma insolvent, die für die Spezialeffekte des Films verantwortlich war. Zeitweise war ungeklärt, ob das Auswirkungen auf den Starttermin des Films haben könnte.

## Synchronisation
Die Synchronisation wurde von der FFS Film- & Fernseh-Synchron in München durchgeführt. Für die Regie zeichnete Solveig Duda, für die Erstellung des Dialogbuchs Tobias Neumann verantwortlich.

| Darsteller           | Rolle                 | Synchronsprecher        |
| -------------------- | --------------------- | ----------------------- |
| Asa Butterfield      | Ender Wiggin          | Manuel Scheuernstuhl    |
| Harrison Ford        | Colonel Graff         | Wolfgang Pampel         |
| Hailee Steinfeld     | Petra Arkanian        | Maresa Sedlmeir         |
| Abigail Breslin      | Valentine Wiggin      | Friedel Morgenstern     |
| Ben Kingsley         | Mazer Rackham         | Peter Matić             |
| Viola Davis          | Major Anderson        | Sandra Schwittau        |
| Moisés Arias         | Bonzo Madrid          | Tobias John von Freyend |
| Khylin Rhambo        | Dink Meeker           | Maximilian Belle        |
| Tony Mirrcandani     | Admiral Chjamrajnagar | Holger Schwiers         |
| Stevie Ray Dallimore | John Wiggin           | Matthias Klie           |
| Jasmine Kaur         | Lehrerin              | Angela Wiederhut        |
| Han Soto             | Lieutenant Soto       | Karim El Kammouchi      |
| Wendy Miklovic       | Schulärztin           | Anke Korte              |
| Nonso Anozie         | Sergeant Dap          | Jan Odle                |
| Caleb J. Thaggard    | Stilson               | Tobias Kern             |
| Andrea Powell        | Theresa Wiggin        | Petra Einhoff           |

## Filmmusik
Am 30. Januar 2013 wurde bekannt, dass der Komponist James Horner (Titanic, Avatar) die Filmmusik zu Ender’s Game komponieren soll. Am 9. Mai 2013 wurde jedoch Steve Jablonsky (Transformers) als Komponist des Films angekündigt. Der Soundtrack wurde am 22. Oktober 2013 veröffentlicht.

## Kritiken
„Ender’s Game ist eine spannende Kinoadaption des vielschichtigen militärkritischen Sci-Fi-Klassikers von Orson Scott Card – wobei dem zwischendurch etwas gehetzt wirkenden Film gerade im Mittelteil 30 Extraminuten gutgetan hätten.“

„Ender’s Game – Das große Spiel erhielt zwar nur mittelmäßige Kritiken, ist aber dennoch ein visuell beeindruckender und moralisch gesehen ein herausfordernder Film.“

## Rezeption
Der Romanautor Ernest Cline griff den Film zusammen mit Starfight und Der stählerne Adler in seinem Roman Armada als Teil einer Reihe weiterer Filme und Computerspiele auf, die nach Ansicht des Vaters des Protagonisten die Menschheit auf eine Invasion von Außerirdischen vorbereiten sollten.